# リサラ
リサラ（フランス語: Lisala）はコンゴ民主共和国の都市である。
モンガラ州の州都である。

## 概要
リサラはコンゴ川の右岸に位置する。気候はケッペンの気候区分で熱帯モンスーン気候である。話されている言語はモンゴ語、リンガラ語、フランス語である。

## 教育
- リサラ大学（フランス語版）

## 交通

### 空港
- リサラ空港